# Stelis franconica
Stelis franconica là một loài Hymenoptera trong họ Megachilidae. Loài này được Blüthgen mô tả khoa học năm 1930.